# Natalia Oujveï
Natalia Oujveï (ukrainien : Наталія Ужвій) une actrice soviétique ukrainienne.

## Biographie
Elle fut de l'aventure du théâtre Berezil.

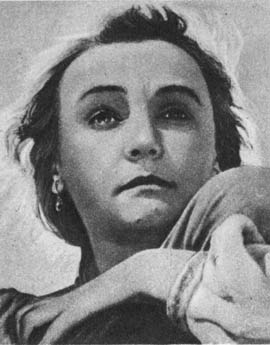
Natalia Oujveï dans le rôle de Steha dans Nazar Stodolya (Ukrainfilm, 1936)

## Filmographie sélective
- 1944 : L'Arc-en-ciel (film, 1944) de Marc Donskoï
- 1951 : Tarass Chevtchenko de Igor Savtchenko
- 1961 : Rhapsodie ukrainienne de Sergueï Paradjanov